# Edward Fitzball

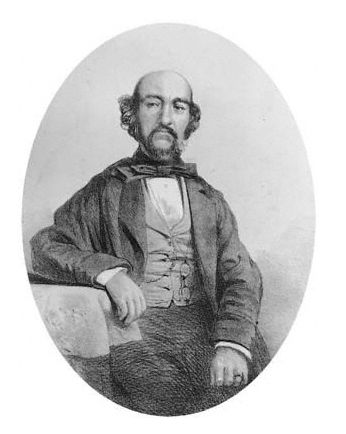
Portret van Edward Fitzball

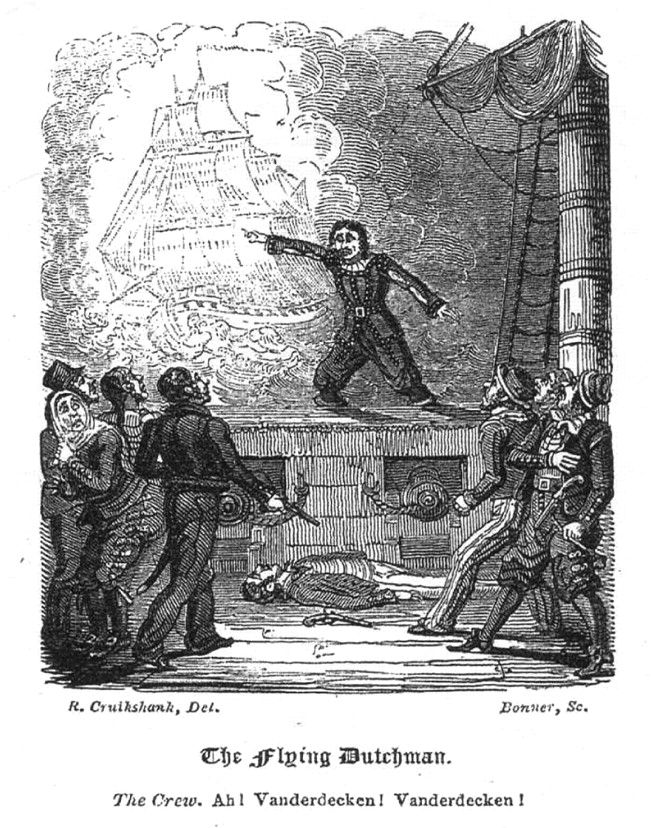
Opvoering van Edward Fitzballs stuk The Flying Dutchman (De Vliegende Hollander), getekend circa 1829.

Edward Fitzball, geboren als Ball (Burwell, 1792 - Chatham, 27 oktober 1873) was een Engelse toneelschrijver-producer en gespecialiseerd in melodrama.
Fitzball werd opgeleid in Newmarket, werd daarna aangenomen bij een drukker uit Norwich in 1809. Hij produceerde een aantal dramatische stukken bij het plaatselijke theater in de jaren erna, zoals Innkeeper of Abbeville, of The Osiler and the Robber, die voor hem beginnend succes brachten.
Door vriendschappelijke bemiddeling van Thomas John Dibdin vervolgde Fitzball zijn loopbaan aan de Surrey Theatre in Londen. De volgende vijfentwintig jaar produceerde Fitzbal een groot aantal toneelstukken met groot succes. Zijn stuk Floating Beacon (Surrey Theatre, 19 april 1824) liep gedurende 140 voorstellingen en zijn Pilot (Adelphi, 1825) beleefde 200 voorstellingen.
Hij produceerde ook het kleinschalige theaterstuk The Flying Dutchman. Zijn grootste triomf vierde hij met het melodramatische Jonathan Bradford, or Murder at the Roadside Inn (Surrey Theatre, 12 juni 1833).